# Szelomo-Jisra’el Ben-Me’ir
Szelomo-Jisra’el Ben-Me’ir (hebr.: שלמה-ישראל בן-מאיר, ang.: Shlomo-Yisrael Ben-Meir, ur. 13 sierpnia 1910 w Warszawie, zm. 4 kwietnia 1971) – izraelski rabin, prawnik i polityk, w latach 1952–1953 oraz w 1958 wiceminister spraw społecznych, w latach 1959–1961 oraz 1962–1969 wiceminister spraw wewnętrznych, w latach 1965–1966 wiceminister zdrowia. W latach 1951–1971 poseł do Knesetu z listy Mizrachi, a następnie Narodowej Partii Religijnej (Mafdal).

## Życiorys
W wyborach parlamentarnych w 1951 nie dostał się do izraelskiego parlamentu, ale 14 sierpnia 1952 objął mandat poselski po śmierci Dawida-Cewiego Pinkasa. Zasiadał w Knesetach II, III, IV, V, VI i VII kadencji. Zmarł 4 kwietnia 1971, a mandat objął po nim jego syn Jehuda (poseł Mafdalu w latach 1971–1984)
Został pochowany na Górze Oliwnej.